# Monetazione di Delfi
La monetazione di Delfi fu emessa, non regolarmente, a nome dell'anfizionia di Delfi. Furono coniati stateri, tridracme, dracme, emidracme, oboli ed emioboli.
I tipi usati fanno riferimento al santuario o direttamente ad Apollo: la testa di ovino è un riferimento alla leggenda, che il posto per il tempio di Apollo a Delfi sia stato trovato per mezzo di una capra che si era persa. Il tripode è il tripode delfico su cui era seduta la Pithia, la sacerdotessa che pronunciava gli oracoli nel santuario, presso l'omphalos, l'«ombelico del mondo»; una capra era sacrificata prima della consultazione della Pizia. Il delfino è un simbolo parlante del nome del santuario, Delfi: le fonti più antiche, come gli inni omerici ad Apollo, citano anche un serpente femminile, Delfina (Δελφινης), che era custode dell'oracolo.
Il piede numismatico usato è l'eginetico che prevedeva uno statere di ca. 12,3 grammi.

## Cronologia della monetazione
La monetazione di Delfi è durata da circa il 520 al 357 a.C. e può essere suddivisa in diversi periodi.

### Periodo ca. 520-480 a.C.
Le prime monete delfiche note sono del 520 a.C. circa. I valori sono l'obolo, il triemiobolo (un obolo e mezzo), l'emiobolo, i 3/4 e il 1/4 di obolo.
Al dritto le presentano al dritto una testa di ariete, una simbolizzazione del dio Apollo o una testa di africano, raffigurazione di Delphos.
Al rovescio sono raffigurati uno o due delfini, un bacino oppure un omphalos in quadratum incusum.
| Monete primo periodo Tutte le monete in argento |                                                                            |          |
| Tripode                                         | Θ (phiale) o omphalos, in quadrato incuso                                  | Obolo    |
| Testa di ariete                                 | Idem                                                                       | ½ Obolo  |
| Testa di ariete; sotto delfino                  | Busto di capra in quadrato incuso                                          | 1½ Obolo |
| Idem                                            | Due delfini, in quadrato incuso                                            | 1½ Obolo |
| Idem                                            | Testa di capra, tra due delfini, in quadrato incuso                        | 1½ Obolo |
| Idem                                            | Busti di due capre affrontati, in quadrato incuso; sopra, a volte, delfino | 1½ Obolo |
| Testa di negro (Delphos)                        | Testa di ariete, sotto delfino in quadrato incuso                          | ¾ Obolo  |
| Idem                                            | Due teste di ariete giustapposte, in quadrato incuso                       | ¾ Obolo  |
| Idem                                            | D Α testa di capra di faccia, in quadrato incuso                           | ¾ Obolo  |
| Testa di toro di faccia                         | D Α Simile                                                                 | ¼ Obolo  |

### Periodo ca. 480-460 a.C.
Poco dopo il 479 a.C., direttamente in connessione con le guerre Persiane, fu coniato a Delphi un tridracma. L'etnico è DAΛΦΙΚΟИ (DALPHIKON, "dei Delfici") e il peso è di ca. 18 g (279 grani).  Al dritto sono raffigurati due rhyton, in forma di crani di ariete, situati uno accanto all'altro; questi vasi potori rappresentano preziose offerte votive, che probabilmente erano state consacrati nel tempio di Delfi dopo la vittoria sui Persiani. Sopra i rhyton sono raffigurati due delfini, che appartengono anch'essi al culto di Apollo. Il rovescio mostra quattro riquadri, a forma di lacunaria (cassettone), che contengono ognuno o un delfino o una palmetta.
Secondo alcuni il rovescio potrebbe richiamare il soffitto del tempio di Apollo.
Associato al tridracma fu coniato anche un didracma con la stessa legenda e una testa di ariete e un delfino al dritto e delle stelle all'interno dei quadrati incusi. Furono anche battuti un triemiobolo e un obolo.

### Periodo 460-421 a.C.
Verso il 460 fu coniato un triemiobolo con la legenda DΑΛ e una moneta da 3/4 di obolo con la "testa di Etiope" al dritto e un simbolo al rovescio.
Tra il 450 e il 420 a.C. furono battuti oboli d'argento. Al dritto è raffigurato un tripode, il sedile della Pizia, e al rovescio c'è anche in questo caso un bacino o un omphalos in quadratum incusum. Questi tipi sono presenti anche nel periodo che segue le guerre persiane.

### Periodo 421-371 a.C.
In questo periodo è nota un'unica moneta, uno statere. Al dritto è raffigurato una testa di ariete e al rovescio quella di una capra in un quadratum incusum.

### Periodo 371-357 a.C.

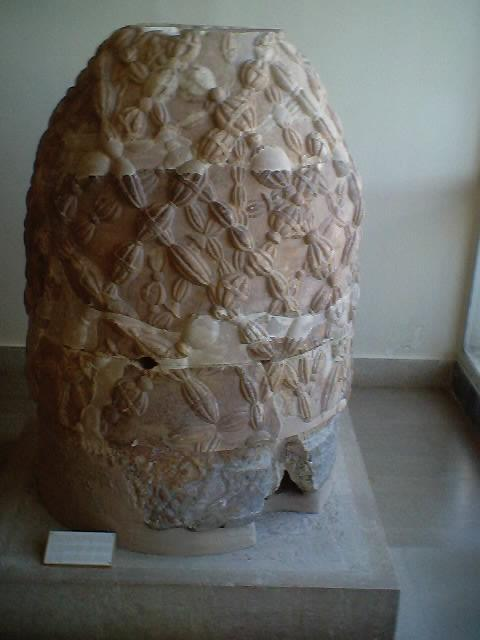
L'omphalos di Delfi (copia romana).

Nel 373 a.C. il Tempio di Apollo fu gravemente danneggiato da un terremoto e di conseguenza gli abitanti di Delfi dovettero restaurare la costruzione. Tuttavia, il Focesi occuparono il santuario e si impadronirono il tesoro. L'occupazione ebbe termine nel 346. Dal 346 al 336 a.C. il tesoro fu in parte ricostruito tramite i pagamenti annuali dei Focesi stessi. In questo periodo l'Anfizionia  decise di fondere le vecchie monete d'argento, e per convertirlo in una coniazione locale uniforme per finanziare i lavori di ricostruzione del tempio. Furono quindi coniati stateri e altre frazioni con una legenda che permette di identificarla come monetazione della Anfizionia delfica.
Al dritto delle nuove monete c'è la testa di Demetra, che è incoronata con spighe di grano e velata. L'immagine di Demetra viene dal tempio di Anthela, vicino alle Termopili, anche quello gestito dalla Lega Anfizionica. Al rovescio sono stati usati più tipi.
- Sullo statere e sulla dracma è raffigurato Apollo Phitias, seduto su un omphalos, con un ramo di alloro nella mano e poggia l'altra su una cithara di grandi dimensioni; nel campo, sulla sinistra, è raffigurato un tripode[2]. Intorno la legenda ΑΜΦΙΚΤΙΟΝΩΝ.
- Sul triobolo al rovescio, è raffigurato l'omphalos, attorno al quale si avvolge il serpente Pitone[1][2][4]. Anche in questo caso la legenda è ΑΜΦΙΚΤΙΟΝΩΝ.
- Esiste anche una moneta di bronzo, che presenta al dritto un cavallo rampante e al rovescio un largo Θ (phiale)[2].

### Periodo romano
La monetazione di Delfi riappare sotto il dominio romano. Queste emissioni sono collocabili sia nella monetazione romana che in alcuni casi, in quella provinciale.
A una prima fase, che Svoronos colloca al tempo di Augusto, sono attribuiti alcuni bronzi con al dritto Apollo citaredo e la legenda ΔΕΛΦΩΝ e al rovescio un tripode (Svoronos 30-38, oppure con al rovescio una corona d'alloro che circonda la legenda ΡΥ / ΘΙΑ che sovrasta il profilo di due montagne.
La monetazione riprese sotto Adriano, che cercava di rianimare l'antica religione dei Greci. C'era anche l'influenza di Plutarco, che era un membro del Consiglio anfizionico, e ricopriva la carica di Sacerdote di Apollo Pizio.
Fu quindi ripristinato il diritto di coniazione e furono coniati diversi pezzi.
Un primo gruppo di monete presenta al dritto Adriano e al rovescio ci sono vari tipi tra cui il tripode, o una corona di allora che circonda la legenda ΠΥ / ΘΙΑ e il profilo di due montagne.
Un altro gruppo mostra al dritto Antinoo. Le monete recano il nome di Aristotimo, un sacerdote del culto di Antinoo deificato, a seguito della prematura scomparsa del giovane amato dall'imperatore Adriano.
A Delfi furono battute monete anche sotto Antonino Pio e alcune furono dedicate sia alla moglie Faustina (ΘΕΑ ΦΑVСΤΕΙΝΑ), deificata sia alla figlia in qualità di Augusta (СΕΒΑСΤΗ ΦΑVСΤΕΙΝΑ), carica che ricevette già nel 147, quando era ancora vivo Antonino Pio.

## Peso
Il tridracma delfico pesa intorno ai 18 grammi e ha la particolarità di essere più pesante dei tetradracmi di Atene, come peraltro le monete che usano il piede eginetico.

## Tesori
Thomson e al. (IGHC) riportano 5 ritrovamenti di tesori con monete di Delfi.
| IGCH                                                 | Località                | anno ritrov. | data sepol.    | Periodo | n° pezzi | monete Selinus          | altre città |
| ---------------------------------------------------- | ----------------------- | ------------ | -------------- | ------- | -------- | ----------------------- | --- |
| 22                                                   | Delfi                   | 1896         | 450 a.C.       | class.  | 252 AR   | 252 triemioboli         | - |
| 66                                                   | Myonia (vicino a Delfi) | 1899         | 335-330 a.C.   | class.  | 12+ AR   | 11+ stateri anfizionici | Atene 1 tetradracma |
| 70                                                   | Kirrha (vicino a Delfi) | 1938         | 350-325 a.C.   | class.  | 42 AR    | 1 triemiobolo           | Filippo II: 2 tetradr.; Larissa (Thess.): 4 dr. Locri Opuntii: 1 triob.; 1 ob. Phocis: 2 triob. Boeotia: 19 triob. Sicyon: 12 triob. |
| 1644                                                 | Asyūṭ (ant. Lycopolis)  | 1968 o 69    | 475 a.C.       | class.  | 681+ AR  | 7 tridracmi             | ca. 70 zecche di tutto il bacino del Mediterraneo                                                                                    |
| 1645                                                 | Zagazig (ant. Bubastis) | 1901         | 470 a.C.       | class.  | 84 AR    | 1 tridracm.             | oltre 20 zecche per lo più dal Mediterraneo orientale                                                                                |
|                                                      |                         |              |                |         |          |                         | |
| Inoltre è anche riportato un tesoro trovato a Delfi: |                         |              |                |         |          |                         | |
|                                                      |                         |              |                |         |          |                         | |
| 303                                                  | Delfi                   | 1907         | II secolo a.C. | class.  | 42 Æ     | -                       | Aetolia: 34, Phocis: 3, Locris: 2, Sicyon: 1, Aegeira: 1, Phlius: 1                                                                  |